# Lady Lazarus
Lady Lazarus es un poema escrito por la autora estadounidense Sylvia Plath, recogido en la antología póstuma Ariel y generalmente utilizado como un ejemplo de su estilo de escritura.

## Alusiones a la Segunda Guerra Mundial
Plath describe la opresión con el uso de imágenes y alusiones a la Alemania Nazi de la Segunda Guerra Mundial. Este poema es conocido como parte de sus "poemas del Holocausto", junto con "Daddy" ("Papá") y "Mary's Song" ("Canción de Mary"). Ella desarrolla una imagen alemana que denota nazismo y, a su vez, opresión. Explica esta connotación en el poema, tal como llamar al doctor "Herr Doktor", debido a que la devuelven a la vida cuando lo único que realmente quiere es morir. Es la tercera vez que afronta la muerte y lo realiza una vez cada década; la primera vez fue debido a un accidente y la segunda vez un intento fallido de suicidio. Al final del poema, cuando experimenta el indeseado resurgimiento, se está representando la imagen de un fénix (un pájaro mítico que es quemado y entonces resurge de las cenizas). La siguiente década será diferente para la protagonista porque planea 'comer' a los hombres, o a los doctores, y entonces no podrán revivirla la próxima vez que muera.

## Omisiones
Al comparar los primeros manuscritos y registros de audio, la versión publicada omite varios versos. Cuando Plath grabó este poema para la BBC en Londres en octubre de 1962, su versión incluía una línea después de la línea 12 de la versión publicada, "Do I terrify?", la versión grabada continúa en, "Yes, yes, Herr Professor, it is I. Can you deny?". Otra línea es "I may be Japanese", que le seguía a la línea 33 del poema publicado, "I may be skin and bone."[cita requerida]